# Holy Island (Schottland)
Holy Island, auch Holy Isle genannt, ist eine Insel von Schottland im Firth of Clyde, einer Bucht im Westen der Schottischen See.

## Geographie
Die 3 km lange und bis zu 1000 Meter breite Insel liegt in der Nebenbucht Lamlash Bay etwa 2 km vor der Ostküste des Küstenorts Lamlash auf der Isle of Arran.
Holy Island hat eine Fläche von 263 ha. Höchster Punkt der Insel ist der 314 m hohe Mullach Mòr.

## Geschichte

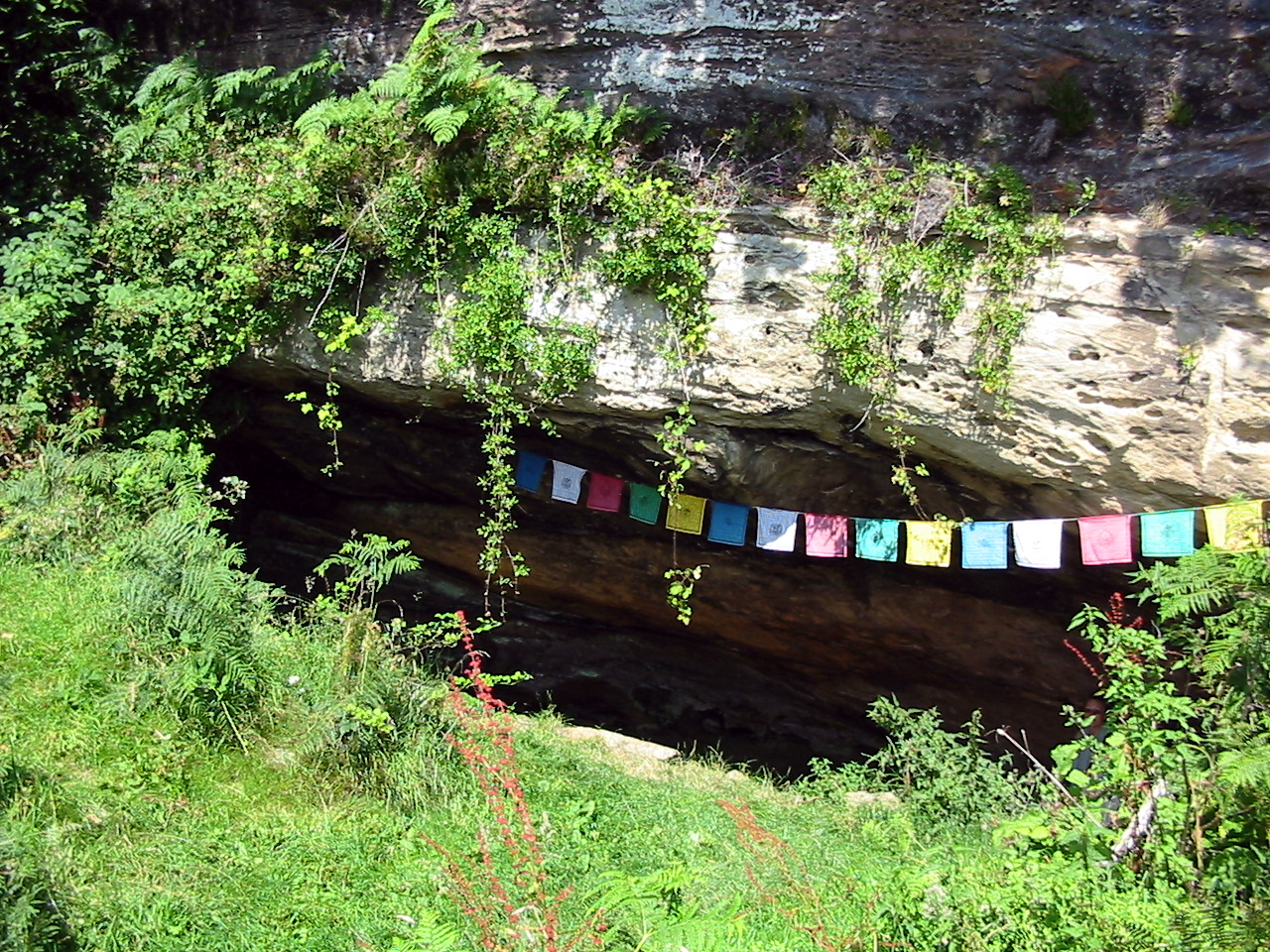
Geschmückter Höhleneingang auf Holy Island

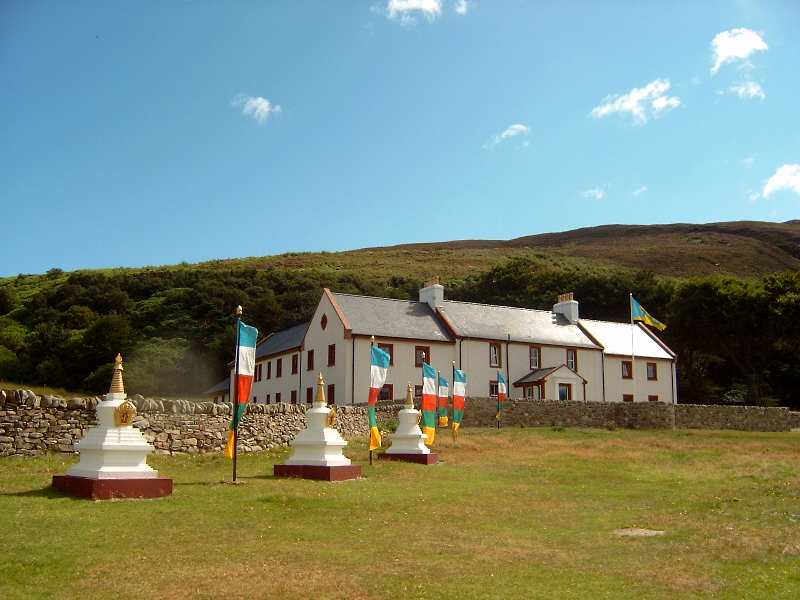
Centre for World Peace and Health auf Holy Island

Die Insel ist mit dem Mönch Molaise of Leighlin (Saint Molaise) aus dem 6. Jahrhundert verbunden, der dort in einer Höhle am Westufer lebte.
Nach zwischenzeitlich kurzer Besiedlung ging die Bevölkerungszahl bis 1981 auf Null zurück. 1991 wurde die unbewohnte Insel von den schottischen Buddhisten des Tibetanischen Zentrums Samye Ling gekauft, die dort bis heute ein Kloster unterhalten. Nach dem Zensus von 2011 leben 31 Menschen auf der Insel.